# Bits d'overhead
 (avril 2017).
Si vous disposez d'ouvrages ou d'articles de référence ou si vous connaissez des sites web de qualité traitant du thème abordé ici, merci de compléter l'article en donnant les références utiles à sa vérifiabilité et en les liant à la section « Notes et références ».
Dans la transmission de données et les télécommunications, les bits d'overhead sont des bits non utilisés par les destinataires du message, nécessaires pour la transmission (habituellement sous la forme d'en-têtes (header), de sommes de contrôle et autres). De tels bits ne sont pas comptés comme faisant partie du de la charge utile (payload).